# إيتشيا كوماجاي
إيتشيا كوماجاي (باليابانية: 熊谷 一弥) مواليد 10 سبتمبر 1890 في فوكوكا، اليابان - الوفاة 16 أغسطس 1968 في فوكوكا، اليابان، كان لاعب كرة مضرب ياباني بدأ مسيرته كمحترف سنة 1913 وكان يلعب باليد اليسرى، اعتزل اللعب في 1921. أعلى تصنيف له في الفردي كان المركز الـ 7 في سنة 1919. سبق أن شارك في دورة الألعاب الأولمبية الصيفية.

## الميداليات
| الميدالية | المسابقة                       |
| --------- | ------------------------------ |
| فضية      | الألعاب الأولمبية الصيفية 1920 |

## روابط خارجية
- إيتشيا كوماجاي على موقع رابطة محترفي التنس (الإنجليزية)
- إيتشيا كوماجاي على موقع الاتحاد الدولي لكرة المضرب (الإنجليزية)
- إيتشيا كوماجاي على موقع كأس ديفيز (الإنجليزية)
- إيتشيا كوماجاي على موقع خلاصة التنس.كوم (الإنجليزية)
- إيتشيا كوماجاي على موقع اللجنة الأولمبية الدولية (الإنجليزية)
- إيتشيا كوماجاي على موقع أوليمبيديا (الإنجليزية)